# دوريس فلايشمان
دوريس فلايشمان (بالإنجليزية: Doris Fleischman)‏ هي صحفية أمريكية، ولدت في 18 يوليو 1891 في نيويورك في الولايات المتحدة، وتوفيت في 10 يوليو 1980 في كامبريدج في الولايات المتحدة بسبب سكتة.